# Allegato VIII Trattato di Pace di Parigi del 1947
L'allegato VIII del Trattato di Parigi fra l'Italia e le potenze alleate tratta dello "Strumento per il Porto Libero di Trieste”; istituisce e regola il funzionamento del Porto Franco Internazionale di Trieste. Questo ente offre molti ed importanti vantaggi economici e fiscali per il traffico di merci e la trasformazione delle stesse. L’Allegato VIII stabilisce la libera circolazione di merci e servizi, senza il pagamento di oneri doganali: i Punti Franchi triestini, infatti, godono dello status giuridico dell’extradoganalità. Tra i vari vantaggi descritti nell’allegato, risalta la possibilità di manipolare e trasformare merci, anche industrialmente, in completa libertà da ogni vincolo doganale. I vantaggi di questo allegato sono stati riconfermati dal governo italiano con il decreto ministeriale 13 luglio 2017 del MIT in materia di "Organizzazione amministrativa per la gestione dei punti franchi compresi nella zona del porto franco di Trieste".